# Sånga Säby
Sånga Säby är en bebyggelse i Ekerö kommun. Orten ligger på västra sidan av Färingsö i Sånga socken. SCB klassade bebyggelsen som en småort från 2010 och som en tätort från 2020 till 2023 då den åter klassades som en småort.
Gården Sånga-Säby ligger omedelbart söder om tätorten vid Mälarens strand.

## Befolkningsutveckling
| Befolkningsutvecklingen i Sånga Säby 2010–2020 | Befolkningsutvecklingen i Sånga Säby 2010–2020 | Befolkningsutvecklingen i Sånga Säby 2010–2020 | Befolkningsutvecklingen i Sånga Säby 2010–2020 | Befolkningsutvecklingen i Sånga Säby 2010–2020 |
| ---------------------------------------------- | ---------------------------------------------- | ---------------------------------------------- | ---------------------------------------------- | ---------------------------------------------- |
|                                                |                                                |                                                |                                                |                                                |
| År                                             |                                                |                                                | Folkmängd                                      | Areal (ha)                                     |
| 2010                                           | 2010                                           |                                                | 50                                             | 8#                                             |
| 2015                                           | 2015                                           |                                                | 89                                             | 30#                                            |
| 2020                                           | 2020                                           |                                                | 250                                            | 34                                             |
| Anm.: # Som småort.                            |                                                |                                                |                                                |                                                |